# 姚薇元
姚薇元（1905年—1985年），安徽省繁昌縣人，中華人民共和國歷史學者。曾著《北朝胡姓考》。

## 生平
1926年，考取清華大學物理系，後轉學至歷史系。1931年考取清華大學研究院，師從陳寅恪，主修魏晉南北朝史，1936年畢業。曾任教於中央大學、金陵女子文理學院、政治大學、湖南大學等校。
中華人民共和國建立後，1953年調任武漢大學歷史系。